# Рейвнес
Рейвнес (на английски: RayVeness) е американска порнографска актриса, родена на 19 юни 1972 г. в град Джеймстаун, щата Северна Каролина.

## Кариера
Започва своята кариера в порноиндустрията на 18-годишна възраст, като изпраща домашно порно със съпруга си на компанията „Хоумграун видео“. След това снима няколко сцени отново със съпруга си, продуцирани от „Пърл Неклейс видео“.
В периода между 2000 и 2003 г. Рейвнес прекъсва кариерата си в порното, за да се снима в игрални филми. Снима се в сериала „Полицейско управление Ню Йорк“ и във филма „Пътят на войната“.
През 2009 г. сключва договор с компанията „Гърлфрендс филмс“ и става първата изпълнителка, с която компанията има договор.
През февруари 2011 г. чрез Туитър обявява, че прекратява кариерата си. Завръща се през 2012 г., за да се оттегли отново в края на декември.
През 2004 г. тя подава петиция заедно с конгресмен Брад Шърман с искане необходимата възраст за участие в порнографски продукции на изпълнителите да се увеличи от 18 на 21 години.

## Награди и номинации
Зали на славата
- 2011: XRCO зала на славата.[7]
- 2015: AVN зала на славата.[8]

Номинации за индивидуални награди
- 2009: AVN номинация за MILF на годината
- 2011: AVN номинация за MILF на годината
- 2010: XRCO номинация за MILF на годината[9]
- 2010: XRCO номинация за невъзпята сирена[10]
- 2014: Номинация за AVN награда за MILF изпълнителка на годината.[11]